# Francisco Bicudo
Francisco Bicudo (Rio Grande do Sul, ? - Paysandú, 1811), caudillo de los primeros tiempos de la lucha por la independencia en el Uruguay.
Figura como uno de los organizadores de la conspiración de Casablanca (sobre cuya existencia real hay dudas), pero después del Grito de Asencio (28 de febrero de 1811) se sumó a Venancio Benavídez y combatió en las tomas de Colla, San José y Colonia. Luchó después con fuerzas que él mismo organizó, contra la invasión portuguesa de 1811 y murió en ese año en Paysandú en combate contra los invasores.
- Datos: Q5865266